# Neolarra cockerelli
Neolarra cockerelli är en biart som först beskrevs av Crawford 1916.  Neolarra cockerelli ingår i släktet Neolarra och familjen långtungebin. Inga underarter finns listade i Catalogue of Life.